# Zavarovalnica Triglav
Zavarovalnica Triglav, d.d. (engl. Triglav Insurance Company Ltd.; zu deutsch Triglav Versicherung) ist das größte kommerzielle Versicherungsunternehmen in Slowenien mit Sitz in Ljubljana. Die Versicherung wurde am 5. Juli 1900 gegründet und 1990 in eine Aktiengesellschaft umgewandelt. Der Umsatz betrug 2009 876,2 Mio. Euro. Der Name des Unternehmens bezieht sich auf den höchsten Berg Sloweniens, den Triglav.

## Tochterunternehmen
TRIGLAV, Zdravstvena zavarovalnica, d.d. und Triglav RE, d.d.